# Trichopilia mesoperuviensis
Trichopilia mesoperuviensis är en orkidéart som beskrevs av Klikunas och Eric Alston Christenson. Trichopilia mesoperuviensis ingår i släktet Trichopilia och familjen orkidéer. Inga underarter finns listade i Catalogue of Life.